# Adolf Heinrichs
Adolf Heinrichs (* 25. September 1857 in Hannover; † 21. Oktober 1924 in Lüneburg) war von 1908 bis 1914 Regierungspräsident des Regierungsbezirkes Lüneburg in Lüneburg und von 1914 bis zum 30. April 1919 Unterstaatssekretär im Preußischen Staatsministerium, im April 1919 auch im preußischen Innenministerium in Berlin.

## Leben

### Werdegang
Heinrichs studierte Rechtswissenschaften an den Universitäten Göttingen und Leipzig. In Göttingen wurde er Mitglied des Corps Hannovera. Nach dem Referendarexamen 1879 absolvierte er die Referendarzeit in der Provinz Hannover und in Danzig. 1884 wurde er Regierungsassessor in Schleswig, 1885 beim Landrat in Fallingbostel. Ab 1896 war er als Regierungsrat beim Oberpräsidenten in Hannover, ab 1900 als Oberregierungsrat in Posen und 1902 Vortragender Rat im preußischen Innenministerium, ab 1905 als Geheimer Oberregierungsrat. 1918 war Heinrichs stellvertretender Bevollmächtigter Preußens zum Bundesrat und 1919 Mitglied im Staatenausschuss.
1917 erhielt er den Titel Wirklicher Geheimer Rat mit dem Prädikat Exzellenz.
Hellmut von Gerlach charakterisierte ihn als ganz reaktionären Beamten alten Stils.
Von 1922 bis zu seinem Tod leitete Heinrichs den Landesverband Ost-Hannover der DNVP.

### Familie
Adolf Heinrichs war verheiratet mit Maria geb. Winter, der Tochter des Direktors der Winter'schen Papierfabriken in Lüneburg. Sein Sohn war der Regierungspräsident Kurt Heinrichs.

## Nachlass
Ein Teilnachlass mit Entwürfen Heinrichs für Sitzungsprotokolle des preußischen Staatsministeriums wird im Bundesarchiv verwahrt; ein weiterer Teilnachlass befindet sich im Hauptstaatsarchiv Hannover.